# Festival Europeu de Coros Juvenil
O Festival Europeu de Coros Juvenis (em alemão Europäisches Jugendchorfestival, EJCF) é um festival para coros juvenis principalmente da Europa. Em 2010 foi realizado em Basileia. Outras edições ocorreram em 1992, 1995, 1998, 2001, 2004 e 2007.
É um evento muito bem sucedido e de alto nível, participando coros de todas as partes da Europa. Os primeiros convidados vieram da África do Sul, e em 2004, veio o Coro Juvenil Santa Cecília da Riversul, de São Paulo, Brasil. O festival não tem finalidade competitiva. O coro do anfitrião é o Coro dos Meninos Cantores de Basileia, cujo maestro Beat Raaflaub é conselheiro artístico da presidência do festival.